# Odd Blood
Odd Blood é o segundo álbum de estúdio do grupo de rock experimental Yeasayer, lançado pela Secretly Canadian em 8 de Fevereiro de 2010.

## Faixas
1. "The Children" - 3:12
2. "Ambling Alp" - 3:55
3. "Madder Red" - 4:03
4. "I Remember" - 4:23
5. "O.N.E." - 5:23
6. "Love Me Girl" - 5:00
7. "Rome" - 3:48
8. "Strange Reunions" - 2:35
9. "Mondegreen" - 4:37
10. "Grizelda" - 2:40